# Липники (Коломийський район)
Липники – село в Україні, у Матеївецькій сільській громаді Коломийського району Івано-Франківської області.
| Україна | Це незавершена стаття з географії України. Ви можете допомогти проєкту, виправивши або дописавши її. |